# Entella meruensis
Entella meruensis är en bönsyrseart som beskrevs av Sjöstedt 1909. Entella meruensis ingår i släktet Entella och familjen Mantidae. Inga underarter finns listade i Catalogue of Life.